# أرضة
الأَرَضَةُ أو النمل الأبيض (بالإنجليزية: Termite)‏ هو ليس نملاً بالمعنى الحقيقي حيث يتصل الصدر والبطن في النمل الأبيض مباشرة وبدون خصر. والنمل الأبيض حشرة كانسة كما يتسم بحياته السرية، ويتغذى أساسا على السيليولوز، ويعيش في مستعمرات تتنوع فيها الطوائف التي تختلف في بنيتها ووظيفة كل منها.

## التسمية في اللغة العربية
الأَرَضَةُ أو دابة الأرض هذه هي التسمية المستعملة في اللغة العربية، فتسمى: «أَرَضَةُ» بفتح الهمزة بعدها راء مفتوحة وضاد معجمة مفتوحة اسم دودة بيضاء تشبه النملة وليست نملة، وتسمى أيضا: «دابة الأرض»؛ لأنها تدب على الأرض، قال ابن منظور: «والأَرَضَةُ، بالتحريك: دودة بيضاء شبه النملة تظهر في أيام الربيع، قال أَبو حنيفة: الأَرَضَةُ ضربان: ضرب صغار مثل كبار الذَّرِّ وهي آفة الخشب خاصة، وضربٌ مثل كبار النمل ذوات أَجنحة وهي آفة كل شيءٍ من خشب ونبات، غير أنها لا تَعْرِض للرطب، وهي ذات قوائم، والجمع أَرَضٌ، والأَرَض اسم للجمع. والأَرْضُ مصدر أُرِضَت الخشبةُ تُؤْرَضُ أَرْضاً فهي مَأْرُوضة إِذا وقعت فيها الأَرْضةُ وأَكلتها». قال الجوهري في الصحاح: «وأُرِضَتِ الخشبةُ تُؤرَضُ أرْضاً بالتسكين، فهي مَأْروضَةٌ، إذا أَكَلَتْها الأَرَضَةُ. وفي القاموس المحيط: الأرضة دويبة تأكل الخشب.

## في الثقافة العامة
تعد حشرة الأرضة في الثقافة العامة عدوا للإنسان، فهي من أخطر الحشرات وأكثرها ضررا، حيث تقوم ببناء ممرات ومداخل يصعب الوصول إليها، وتقوم بإتلاف العديد من الأوراق والكتب والأخشاب في المباني والمكتبات، ولربما حصل بسببها تضرر المساكن، ومع تزايد الأضرار التي تسببها فهناك مجموعة من الأسباب الاحترازية أو الوقائية منها: طلاء الأخشاب واستخدم طرق سليمة عند بناء المساكن ومنع وصول الماء إلى الأخشاب، وتنظيف سقوف المنازل وغير ذلك.
وفي الثقافة الإسلامية ورد في القرآن ذكر «دودة الأَرَضَة» وهي «دابة الأرض» في قول الله تعالى: ﴿فلما قضينا عليه الموت ما دلهم على موته إلا دابة الأرض تأكل منسأته فلما خر تبينت الجن أن لو كانوا يعلمون الغيب ما لبثوا في العذاب المهين﴾. وهذه الآية القرآنية تتضمن ذكر ما حدث لنبي الله سليمان بن داود عليهما السلام عند وفاته، فقد سخر الله له الريح تجري بأمره، وعلمه منطق الطير وسخر له الجن تعمل بأمره، وآتاه ملكا لا ينبغي لأحد من بعده، فلما أمضى الله قضاءه على سليمان بالموت فمات ﴿ما دلهم على موته﴾ أي: لم يدل الجن على موت سليمان ﴿إلا دابة الأرض﴾: وهي حشرة الأرضة، وذلك أنه لما مات كان متكئا على عصاه، فبقي متكئا عليها مدة من الزمن كما هو؛ لأن أجساد الأنبياء لا تبلى، وكان الجن لا يعلمون أنه قد مات، حتى وقعت الأرضة في عصاه التي كان متكئا عليها فأكلتها، ومعنى قول الله عز وجل: ﴿تأكل منسأته﴾ أي: العصا التي كان متكئا عليها، وتسمى: منسأة وفي قراءة: «منساته» بغير همزة، وكان لذلك سبب وهو ما قد أشيع: أن الجن تعلم الغيب، وهو غير صحيح حيث أكد الله بطلان هذا بقصة موت النبي سليمان عليه السلام، وذلك أن الجن لو كانوا يعلمون الغيب لعلموا بموت سليمان في حينه، لكنهم لم يعلموا بذلك إلا بسبب الأرضة التي أكلت عصاه، فكان هذا دليلا قاطعا على أن الجن لا يعلمون الغيب، وقد ذكر الله ذلك في آخر هذه الآية بقوله تعالى: ﴿فلما خر تبينت الجن أن لو كانوا يعلمون الغيب ما لبثوا في العذاب المهين﴾.
قال ابن جرير الطبري: «القول في تأويل قوله تعالى: ﴿فلما قضينا عليه الموت ما دلهم على موته إلا دابة الأرض تأكل منسأته..﴾: يقول تعالى ذكره: فلما أمضينا قضاءنا على سليمان بالموت فمات ﴿ما دلهم على موته﴾ يقول: لم يدل الجن على موت سليمان ﴿إلا دابة الأرض﴾ وهي الأرضة وقعت في عصاه التي كان متكئا عليها فأكلتها، فذلك قول الله عز وجل: ﴿تأكل منسأته﴾. وبنحو الذي قلنا في ذلك قال أهل التأويل».

## التنظيم الاجتماعي
حشرة تعيش في مجتمعات تسمى مستعمرات يقدر عددها التقريبي من 30000 إلى 2.5 مليون فرد.

### التكاثر
- الأفراد الجنسية الخصبة المجنحة:

تظهر في الخريف والربيع لونها قاتم ولها عيون ترى وأجنحة وهي خصبة وتتحول إلى ملكات وملوك لإنشاء مستعمرات جديدة.
- الملكة:

وهي ناتجة من الأفراد الجنسية الخصبة ويوجد ملكة وحيدة في المستعمرة وتعمل على ربط أفراد المستعمرة جميعاً وإنتاج البيض حيث تضع حوالي 6 بيضات في الدقيقة الواحدة، ويعيش معها ملك واحد فقط في المستعمرة.

### الجنود
وهي المسئولة عن الحراسة وحماية المستعمرة ولها فكوك قوية ومسننة والرأس لونها قاتم وتمثل ثلث طول الجسم وباقى الجسم لونه فاتح باهت، ويصل عددها من 1 – 3 % من تعداد المستعمرة والحشرة عقيمة وعمياء.

### العمال
وهي المسؤولة عن جميع الأضرار الناجمة عن إصابات النمل الأبيض حيث تتغذى وتقوم بتغذية جميع طوائف المستعمرة، وتمثل حوالي 97 % من تعداد المستعمرة ولونها باهت وعقيمة وعمياء.

### النظام الغذائي
تتغذى على مادة السليلوز المتوافرة في كثير من استعمالات الإنسان اليومية (ملابس – ورق – سجاد – موكيت – حصير – ستائر – مخدات ومراتب – أثاث خشبى).

### المساكن
- في المنازل المبنية بالطوب النيء تكون به إصابات وأنفاق وتتهدم الجدران وتكون مفرغة من الداخل.
- التصاق الأبسطة والحصر المفروشة على الأرض وعند نزعها تتمزق وتظهر آثار أكل النمل من النمل ووجود أجزاء من التربة مكان التآكل.
- تأكل الأخشاب الملاصقة للحائط مثل الدواليب وغيرها والنوافذ والأبواب والسقوف المصنوعة من حذوع الأشجار.
- يسمع ليلاً صوت مثل طقطقة اشتعال النيران.
- تآكل الأرضيات المصنوعة من الخشب (الباركيه) وعند نزعها يشاهد تربة مكان الأكل.
- وجود أنابيب طينية غير الحوائط والنوافذ تبدأ من الأرض وتمتد لمصدر الإصابة.
- يشاهد التصاق الأجولة والزكائب بالأرضية وتمزقها نتيجة أكل الحشرات في الصوامع.
- يشاهد أنفاق وكتل طينية على جذوع الأشجار ووجود طبقة طينية على المنطقة السفلى من جذع الشجرة مع جفاف واحتراق أطراف الفروع وظهور لون أسود.
- يشاهد جفاف المحاصيل ومظهر الذبول رغم توافر الماء بالتربة ووجود بؤر خالية من النباتات تمتد تدريجياً لتشمل الحقل كله وموت النباتات.

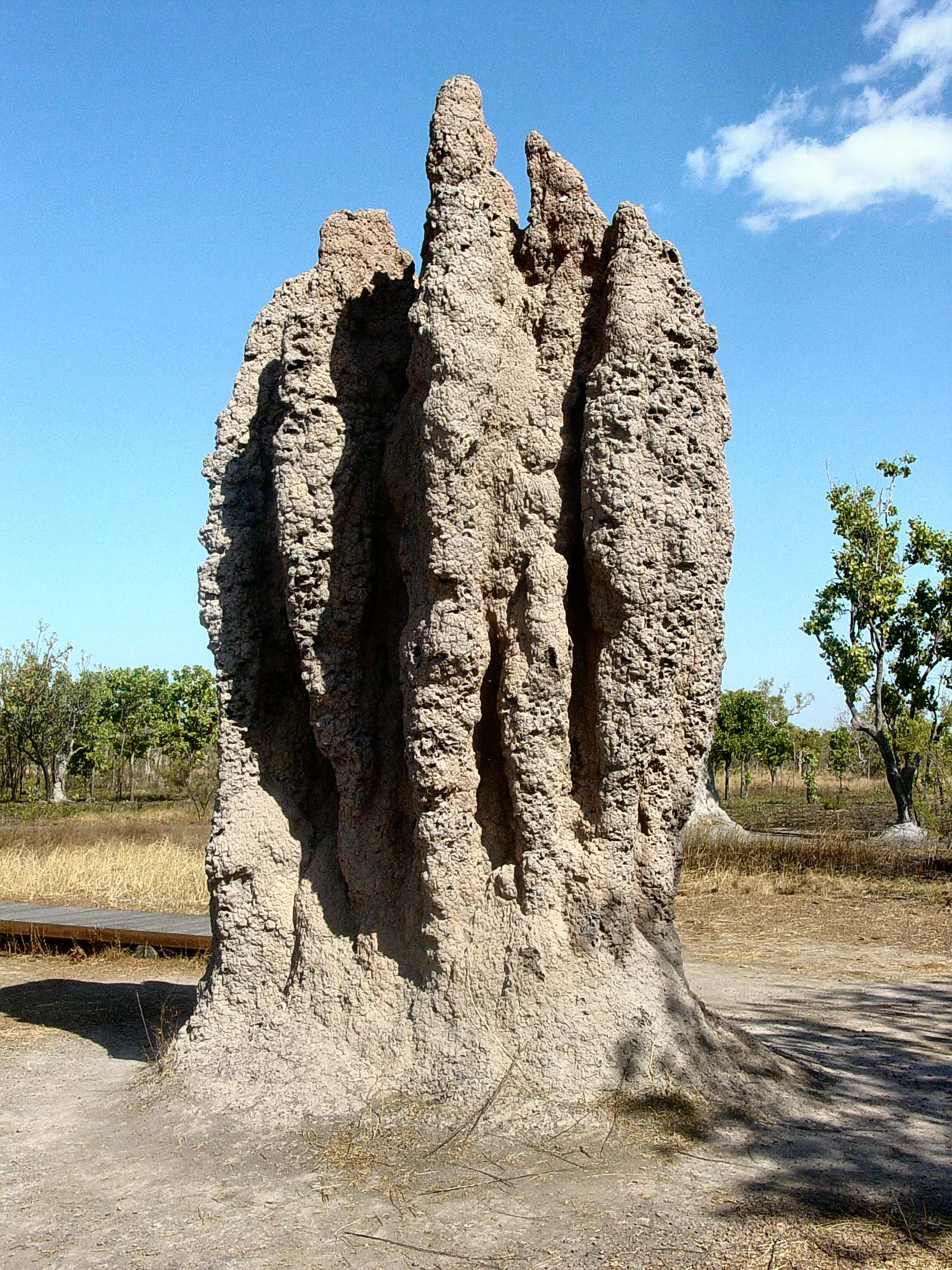
Cathedral Mounds
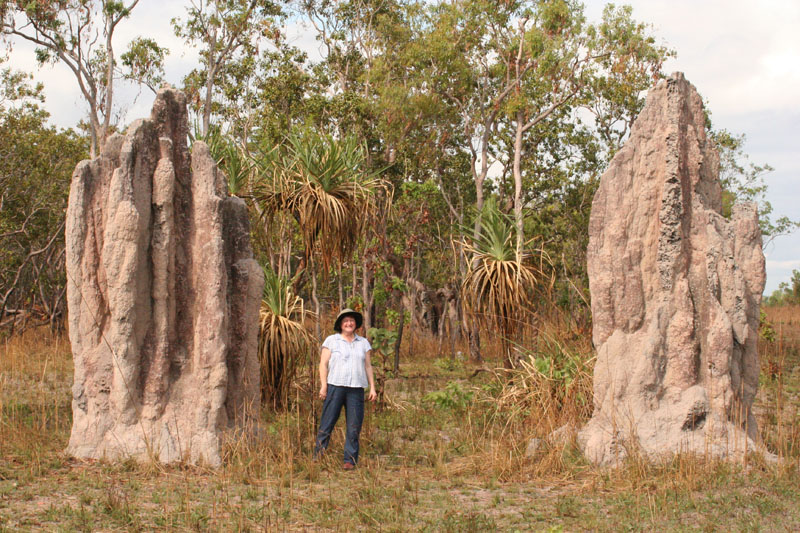
Termite cathedral mounds in the إقليم شمالي (أستراليا) of Australia
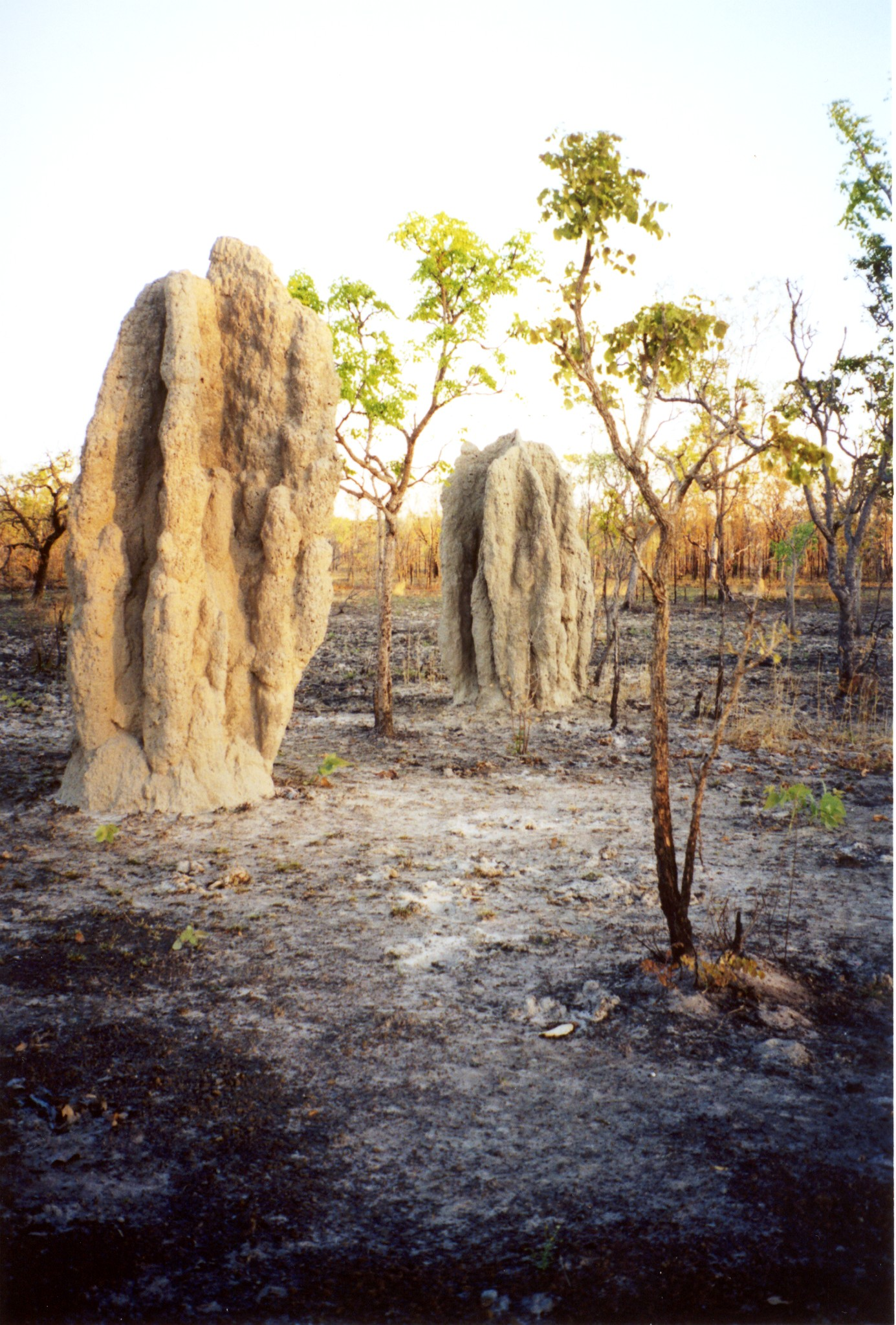
Two cathedral mounds in a سافانا، شجيرات، وأراضي عشبية استوائية وشبه استوائية blackened by متنزه كاكادو الوطني's annual winter حرائق الغابات في أسترالياs.

## التفاعل البشري

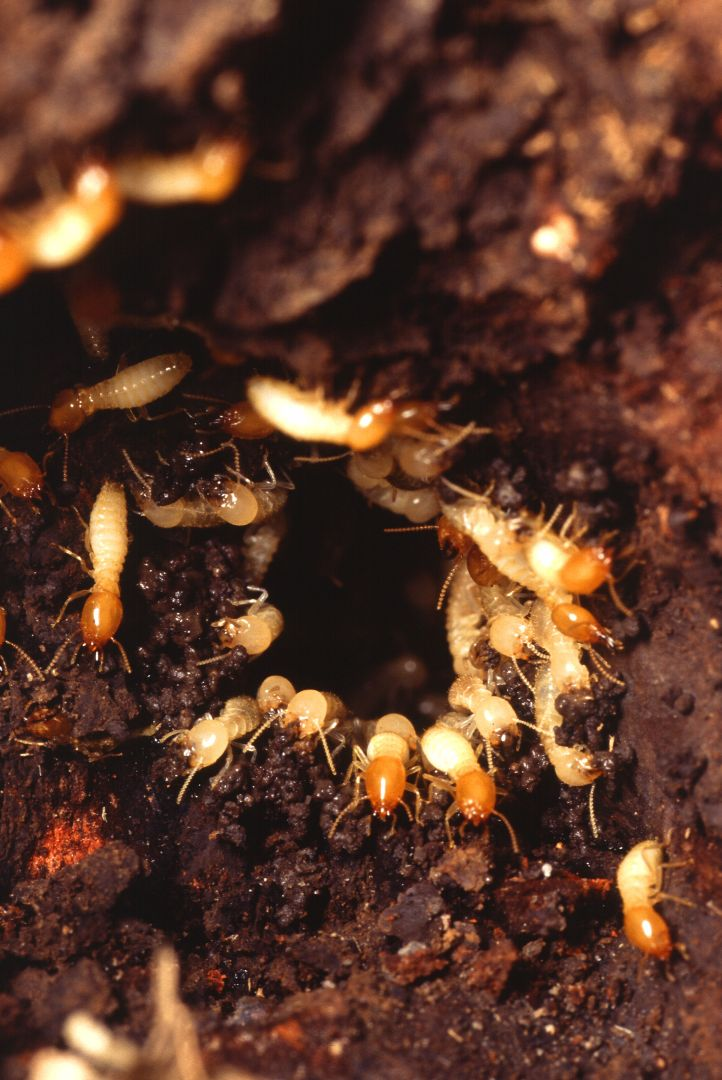

يهاجم المنازل المبنية من الطوب النيئ وكذا الأسمنتية وفي الأولى يقوم النمل الأبيض التحت أرضى باستخلاص أجزاء الطين من داخل الطوب ويعمل على تفريعها من الداخل مما يؤدى إلى انهيار المبنى، كما أنه يمكنه مهاجمة ممتلكات الإنسان من خلال الحوائط مثل الدواليب والمواد المخزونة والأقمشة والأبواب والنوافذ الخشبية وغيرها. أما في حالة المبانى الأسمنتية فيقوم بمهاجمة أخشاب الأبواب والشبابيك والأثاث الخشبية والأرضيات (الباركيه) وذلك من خلال اختراقه للحواجز الأسمنتية. ويهاجم أيضا الكتب والأوراق والسجلات وفلنكات السكك الحديدية وأعمدة التلغراف والتليفون والكرتون والملابس والأبسطة وغيرها.

### تجنب مشاكل الأرضة
في الأراضي المصابة والمخصصة للبناء يتم نظافة الأرض من مخلفات المواد السليلوزية مثل التبن والقشر والأخشاب والنباتات الجافة ويتم رش الأرض بمحلول المبيد رشاً غزيراً وذلك بمعدل أربع لترات من محلول الرش لكل متر مربع من المساحة ثم رش أساس المبنى (المصطبة) فوق سطح الأرض ثم يتم عمل خندق حول المبنى بعرض 30 سم وعمق 30 سم يحيط بالمساحة وملاصق لحوائط وجدار المبنى ولايجب البناء على المساحة المعالجة كلها بل يستلزم البناء في مساحة تقل عن المساحة المعاملة بنصف متر على الأقل من كل جانب.
و من أفضل طرق معالجتها المجربة هي:
- معالجة التربة وأسس البناء بالمواد الكمياوية القاتلة لهذه الحشرة ومن أفضل المواد الفاعلة هي مادة (الكلوردين).
- فحص الأخشاب قبل أستعمالها ومعالجتها قبل تصنيعها.
- عمل خندق بعمق متر حول البناء المراد حمايته ومعاجة الخندق بالكمياوات وإعادة ملئ ودفن الخندق بطبقات من التراب المعالج ليكون سد حاجز من اختراق الأرضة له.
- فحص المنطقة المحيطة بالبناء والبحث عن شجرة كبيرة قد تكون حاوية على عش ومستعمرة للأرضة ومعالجتها.
- حقن خنادق وممرات حشرة الارضة بمحاليل مناسبة ويفضل الفايروسيه منها .

## التفاعل البيئي

### دفاعات النبات ضد الأرضة
- الشون والصوامع : يسبب خسائر كبيرة في فقد الحبوب التي يتغذى عليها كذلك الأجولة الحاوية عليها وفي الوجه القبلى يهاجم التمور والأذرة والمحاصيل التي تنشر على الأرض بغرض التجفيف تحت أشعة الشمس أو بحرارة الهواء.
- الأشجار: يهاجم أشجار النخيل وأشجار الفاكهة بأنواعها ويسبب جفاف وموت الأشجار أو الحصول على محصول منخفض القيمة والكمية.
- المحاصيل: يهاجم جميع أنواع المحاصيل المزروعة في الأراضي المصابة بالنمل الأبيض، وتتركز مثل هذه الإصابات في مناطق الوجه القبلى مثل قصب السكر والذرة والقمح والسمسم. كما يهاجم المحاصيل المخزونة مثل الأرز والبلح والقمح وغيرها.